# Фотометричне сортування

Схема фотометричного сортування доломітової руди

Фотометричне сортування — метод оснований на відмінності спектра у видимій частині випромінювання, відбитого від мінералу.
Широкі можливості фотометричного сортування пояснюються доброю вивченістю мінералів з точки зору їх кольору, прозорості, блиску.
Метод застосовується для сортування мінералів крупністю 3(1) — 300 мм. Існують вітчизняні та закордонні аналоги високоефективних апаратів, які сортують матеріал в моношаровому та розосередженому потоці грудок.
Як правило, фотометричне сортування включається в схему збагачення вузьких класів крупності після операцій грохочення.
На рисунку наведена схема сортування доломітової руди із застосуванням фотометричних методів.